# François Spierre
François Spierre (* 12. November 1639 in Nancy; † 6. August 1681 in Marseille) war ein französischer Maler und Kupferstecher.

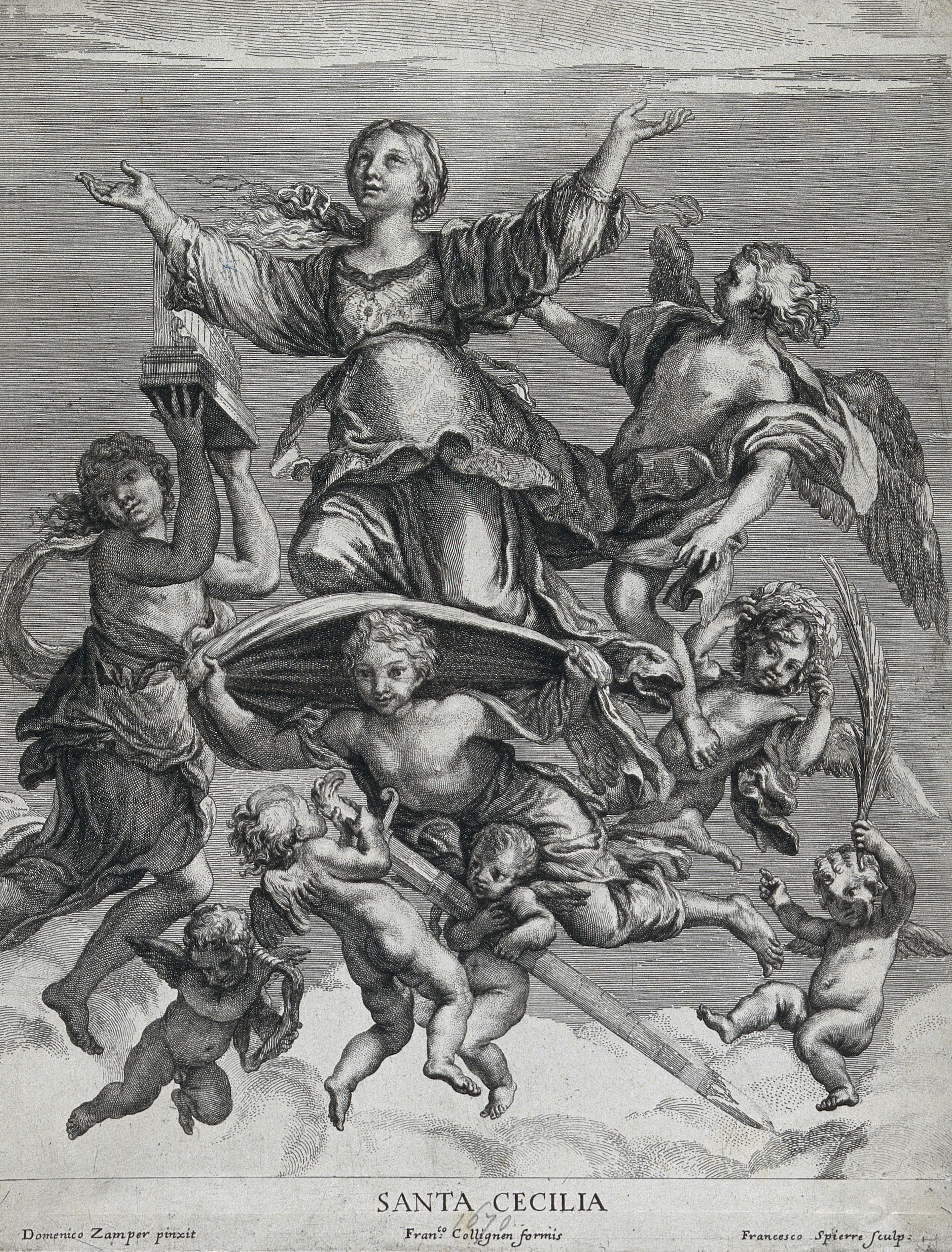
Hl. Cecilia

## Leben
Seine Ausbildung erhielt er von Simon Vouet und François de Poilly in Paris. Danach zog er nach Rom, wo er mit Cornelis Bloemaert in Kontakt kam, der ihn stark beeinflusste. Mit der Zeit entwickelte er jedoch seinen eigenen Stil. 1675 wurde er Mitglied der Congregazione Virtuosi, wo er von Pietro da Cortona beeinflusst wurde. In den Jahren 1666 bis 1678 schuf er seine bedeutendsten Kupferstiche. Später arbeitete er auch am Hof von Christine von Lothringen, der Großherzogin von Toskana in Florenz.
Am 3. Juli 1681 machte er in Rom sein Testament und reiste anschließend trotz Krankheit nach Frankreich, um das Werk seines Halbbruders Claude zu vollenden. Auf der Reise starb er in Marseille bei einem Unfall.

## Werke
Er galt als ausgezeichneter Kupferstecher und schuf Andachtsblätter und Allegorien nach eigenen und fremden Vorlagen. (Correggio, G.L. Bernini, Pietro da Cortona) sowie zahlreiche Porträts des italienischen Adels.